# Damast (textiel)

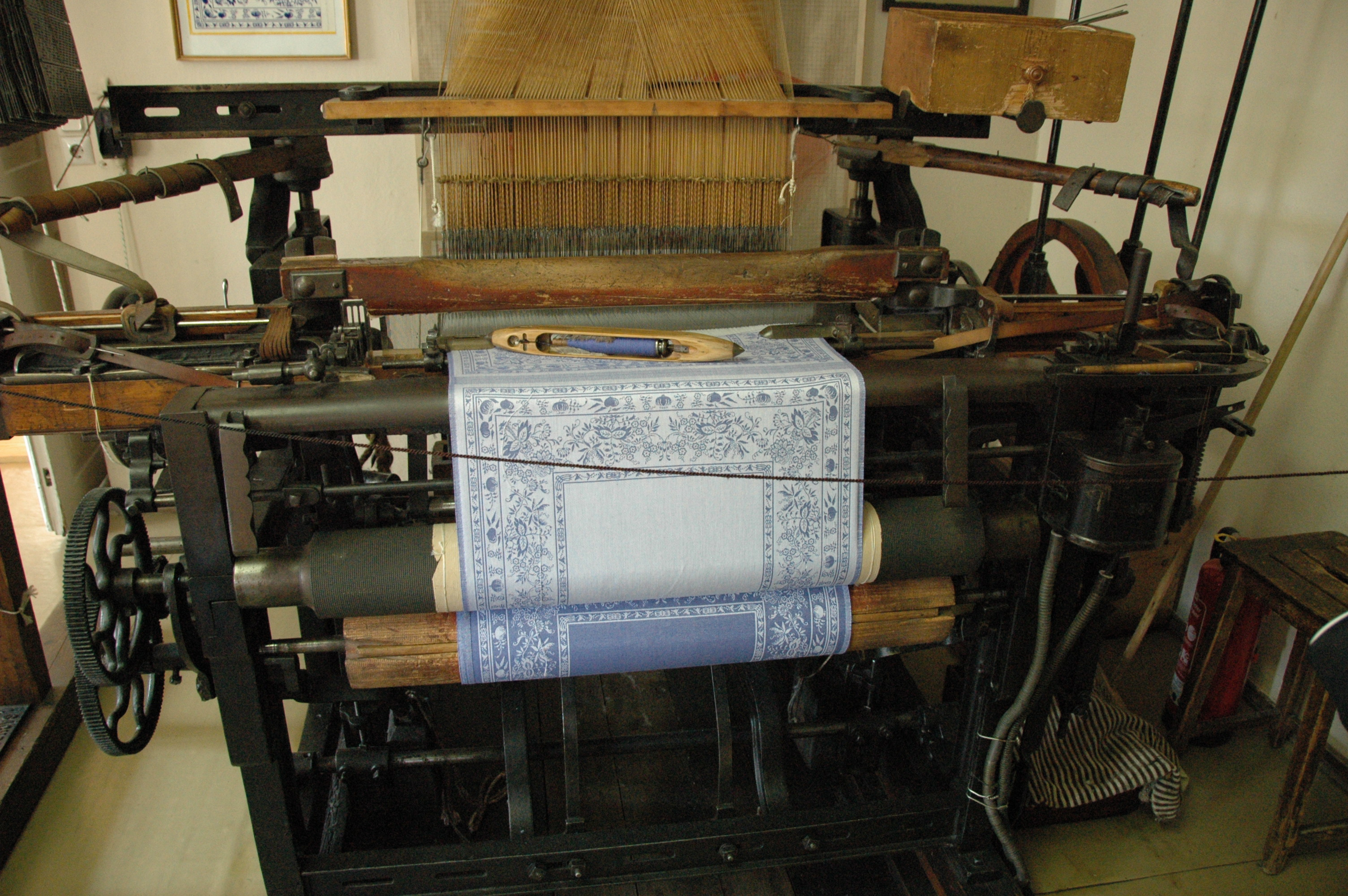
Het weven van damast in het Deutsches Damast- und Frottiermuseum, Großschönau (Saksen)

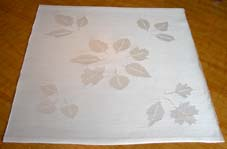
Voorbeeld van damasten tafelkleed

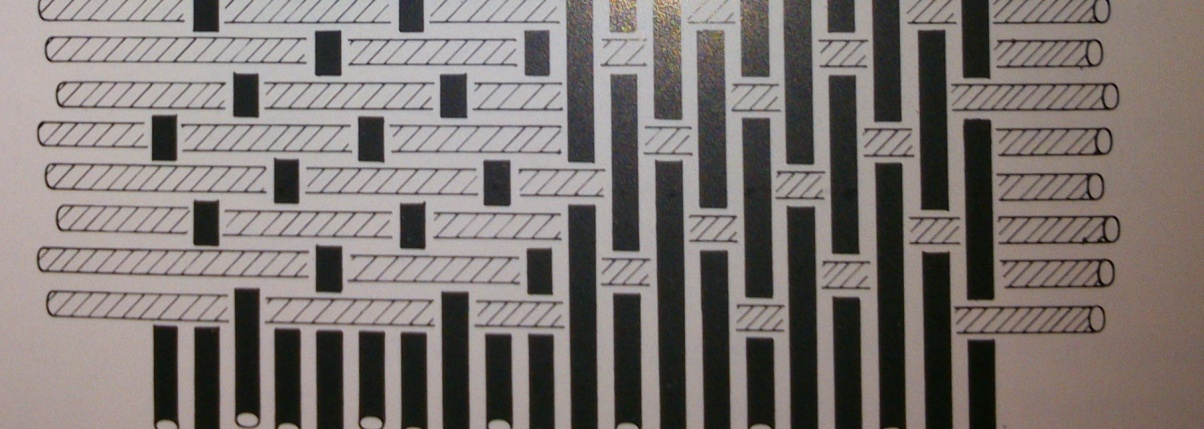
de breedtedraden zijn de kettingdraden en de lengtedraden zijn de inslagdraden

Damast (afgeleid van de stad Damascus) is een weeftechniek, waarbij tekeningen aangebracht worden op een achtergrond van dezelfde kleur. De tekening is daardoor juist vanuit een bepaalde hoek goed te zien.

## Geschiedenis
Vroeger verstond men onder damast altijd een zijden stof die geweven was met die techniek, maar tegenwoordig kan damast ook gemaakt zijn van katoen, wol, linnen, halflinnen en kunstzijde. De weeftechniek, die ontstaan is in het Nabije Oosten, is via Damascus naar het Westen gekomen. Sinds het begin van de 16e eeuw is Kortrijk een centrum van damastvervaardiging. Na het Beleg van Antwerpen (1584-1585) vluchtten veel Kortrijkse wevers naar Holland, waardoor Haarlem opkwam als centrum van damastweven.
Het eerste weefseltje, in een structuur die men nu damast noemt, werd gevonden in de buurt van Palmyra in Syrië en dateert rondom de 2e eeuw, geweven in keper 4 1/3 en 3/1 met tegenpunten; verkregen door een weeftechnische truc. Het was niet gefigureerd (bloempjes/beestjes/boompjes), maar had een blokkenmotief (in de geest van de theedoeken, nog steeds te verkrijgen in rood en blauw). Een andere naam voor dit blokkenpatroon is pellen. Dit is een gevolg van het feit dat bij damast altijd groepen kettingdraden tegelijk bewogen worden. Dit in tegenstelling tot jacquard waarbij elke kettingdraad afzonderlijk bewogen kan worden en dus vloeiende lijnen gemaakt kunnen worden.

## Structuur
Om tot een damaststructuur te komen heeft men een binding nodig die zich in ketting- en inslageffect laat weven. Er bestaan maar twee bindingen van dit type. De kepers (de oudste) en de satijnen. De eerste keper damasten zijn niet voor de 14e eeuw op het textieltoneel verschenen. Satijn nog later. Normaal gesproken - maar er zijn uitzonderingen - is de grond van het weefsel in een kettingeffect, en het motief in het inslageffect. In Großschönau in Duitsland hebben veelal de 19e-eeuwse damasten een grond in inslag- en het motief in kettingeffect. Maar dat is een gevolg van de keuze welke kant van het weefsel boven gelegd wordt tijdens het naaien.

## Weeftechniek
Damasten zijn witte vezels van vlasgaren waarop, als ze uit een bepaalde hoek bekeken worden, een motief op een achtergrond zichtbaar is. Dit motief wordt gevormd door het inslag- en het kettingeffect van dezelfde basisbinding, meestal een satijn-5-binding. De binding is het effect waarop de ketting en inslagdraden met elkaar verweven zijn. Bij een satijn-5-binding bestaat het kleinste aantal ketting- en inslagdraden dat de binding weergeeft en dat regelmatig wordt herhaald, uit  5 ketting- en inslagdraden. Bij het inslageffect van de satijn-5-binding verloopt de inslagdraad telkens boven 4 en onder 1 kettingdraad. De inslagdraad zal dus aan het oppervlak van het weefsel zichtbaar zijn. Bij het kettingeffect van de satijn-5-binding daarentegen verloopt de inslagdraad onder 4 en boven 1 kettingdraad, zodat de kettingdraden aan het oppervlak zichtbaar zijn. Op de foto is het verschil tussen het inslag- en het kettingeffect van de satijn-5-binding duidelijk zichtbaar. Bij wit linnen damast beschouwen wij de delen met inslageffect als tekening en de andere als achtergrond. Aangezien zowel de ketting- als de inslagdraden wit en van dezelfde kwaliteit zijn, zal de tekening gewoonlijk moeilijk van de achtergrond te onderscheiden zijn. Bij een juiste inval van het licht en de juiste positie van de kijker t.o.v. de damast zullen echter de invallende lichtstralen anders weerkaatst worden door het kettingeffect, dan door het inslageffect. En zal een lichte afbeelding op een wat donkere achtergrond verschijnen.

## Weefgetouw

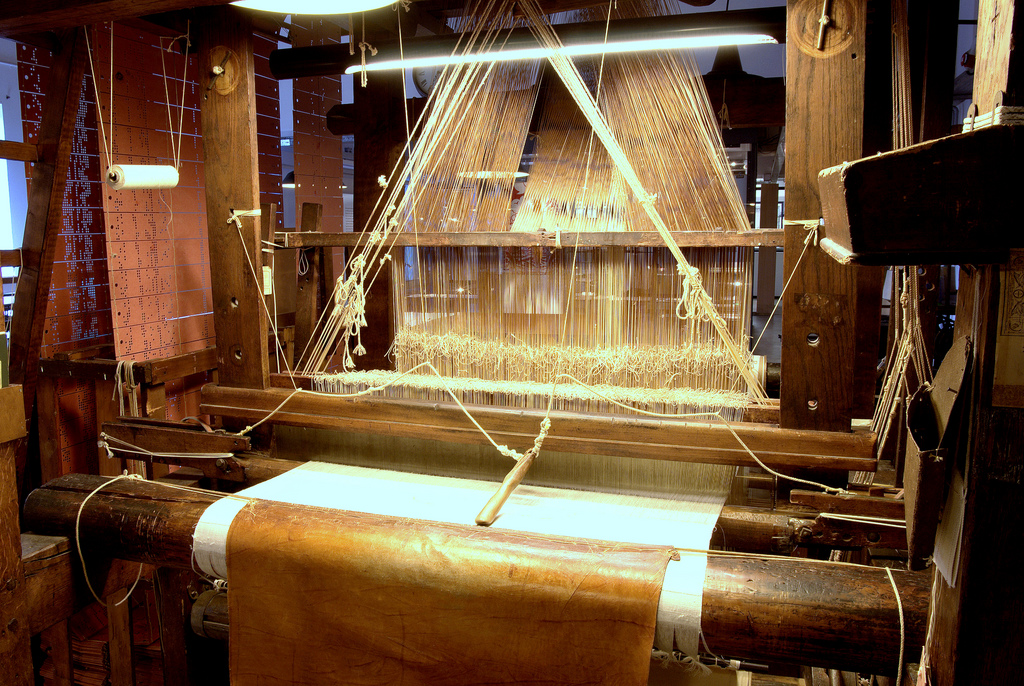
Jacquardweefgetouw, Herm. Schroers Krefeld, ca 1850-1900, TextielMuseum Tilburg

Met deze techniek kunnen garens heel dicht op elkaar geweven worden, waardoor het weefsel soepel wordt. Als glanzende inslagdraden en matte kettingdraden gebruikt worden, is de onderkant dof, maar de bovenkant glanzend door de losliggende inslagdraden. Dit geeft het weefsel een luxe uitstraling. Hoe fijner de draad hoe meer draden er per centimeter gebruikt kunnen worden en hoe fijner de stof wordt. De lengtedraden (kettingdraden) van een weefsel lopen evenwijdig aan de zelfkant van het weefsel. De patronen in dat weefsel komen tot stand door de manier waarop de breedtedraad (inslag) door de lengtedraden gevoerd wordt. Voor de 19de eeuw was dit allemaal handwerk. Kort na 1800 ontwierp de Franse wever Jacquard een weefgetouw waarmee damasten veel sneller en minder arbeidsintensief geweven konden worden. Dit weefgetouw kreeg de naam jacquardmachine.

## Ontwerpers
Enkele Nederlandse ontwerpers die veel damast hebben ontworpen in het begin van de 20e eeuw zijn:
- Chris Lebeau
- Theo Nieuwenhuis
- Cornelis van der Sluys
- André Vlaanderen
- Leo Visser
- Chris Lanooy